# フリーレン
フリーレン（Frieren）は、山田鐘人（原作）とアベツカサ（作画）による日本の漫画『葬送のフリーレン』の登場人物（主人公）。
フリーレンはエルフの魔法使いであり、勇者ヒンメルが率いるパーティの一員として、10年間の冒険の末に魔王を倒した。フリーレンは50年後にパーティのメンバーと再会するが、ヒンメルは間もなく死亡し、フリーレンはヒンメルについてもっと知ろうとしなかったことを後悔する。大陸の北部にあるとされる死者の魂が眠る地でヒンメルと再会するという新たな目的ができたフリーレンはフェルンと共に旅に出る。
当初はギャグ漫画の主人公として考案された。アニメでは種﨑敦美が声を担当している。評論家は概ね好意的な評価を下し、フリーレンが旅の中で人間のことを知ろうと努力している描写を称賛した。

## 制作
原作者の山田鐘人は、前作の連載の終了後、担当編集の小倉功雅に読切を描くことを提案された。山田の初めての受賞作が勇者や魔王が登場するコメディ漫画であったこと、山田がゲームやファンタジーに造詣が深いことから、小倉はそのジャンルのギャグ漫画を描くことを提案したところ、フリーレンを主人公とした『葬送のフリーレン』のネームが生まれた。山田のネームを見た小倉は、自身が以前から担当していたアベツカサに作画を打診した。アベが最初に描いたフリーレンのイラストに対し、小倉が「とても人間味を感じた」ことと、山田からも好意的な反応があったことから、アベが作画を担当することが決まった。「フリーレン」（Frieren）は、ドイツ語で「凍える」「凍結する」を意味する単語である。小倉は、ヒンメルのエピソードが入ることによってフリーレンの心の成長が表現されていると話している。
アニメでは種﨑敦美が声を担当している。オーディションでは、種﨑はフリーレンが長く生きていることもあって「一番力が入っていない状態」で演じようと考えた。当初はローテンションな声にすることを重視していたが、アフレコでは「冒険の終わりだし、気の知れた仲間たちと一緒にいるのだから」というディレクションを受けたため、原作よりも表情が豊かな雰囲気で演じることとなった。

## 設定
フリーレンは魔王を倒した勇者パーティの一員である。エルフの魔法使いであり、少女のような外見をしている。1000年以上生きており、数十年をあっという間と感じるなど、人間とは時間感覚が大きく異なる。膨大な魔力を有しているが、魔族に弱いと誤認させるために普段は魔力を制限している。歴史上最も多くの魔族を葬り去った魔法使いであり、魔族からは「葬送のフリーレン」という異名で呼ばれている。
魔法の収集が趣味であり、実用的でない魔法も集めている。ずぼらな性格であり、生活力が低い。

## 作中の経歴
フリーレンが当初過ごしていたエルフの集落は魔王軍の襲撃によって滅ぼされた。フリーレンは人間の魔法使いであるフランメに引き取られ、フランメの弟子として魔法の修行を始めた。長い年月を経て、フリーレンはヒンメルが率いる勇者パーティに加わった。パーティは10年間の旅の末に魔王を倒し、その後解散した。パーティのメンバーは50年後に再会したが、間もなくヒンメルは死亡し、フリーレンはヒンメルが生きている間にもっと彼のことを知っておくべきだったと後悔した。その結果、フリーレンは人間について知るために新たな旅を始めた。この旅では、人間の弟子であるフェルンが同行している。フリーレンは勇者パーティのメンバーであったハイターの頼みでフェルンの指導を始めた。フリーレンの旅の目的は、死者の魂が集まるとされる大陸北部の「魂の眠る地（オレオール）」に行き、ヒンメルと再会することである。

## 評価

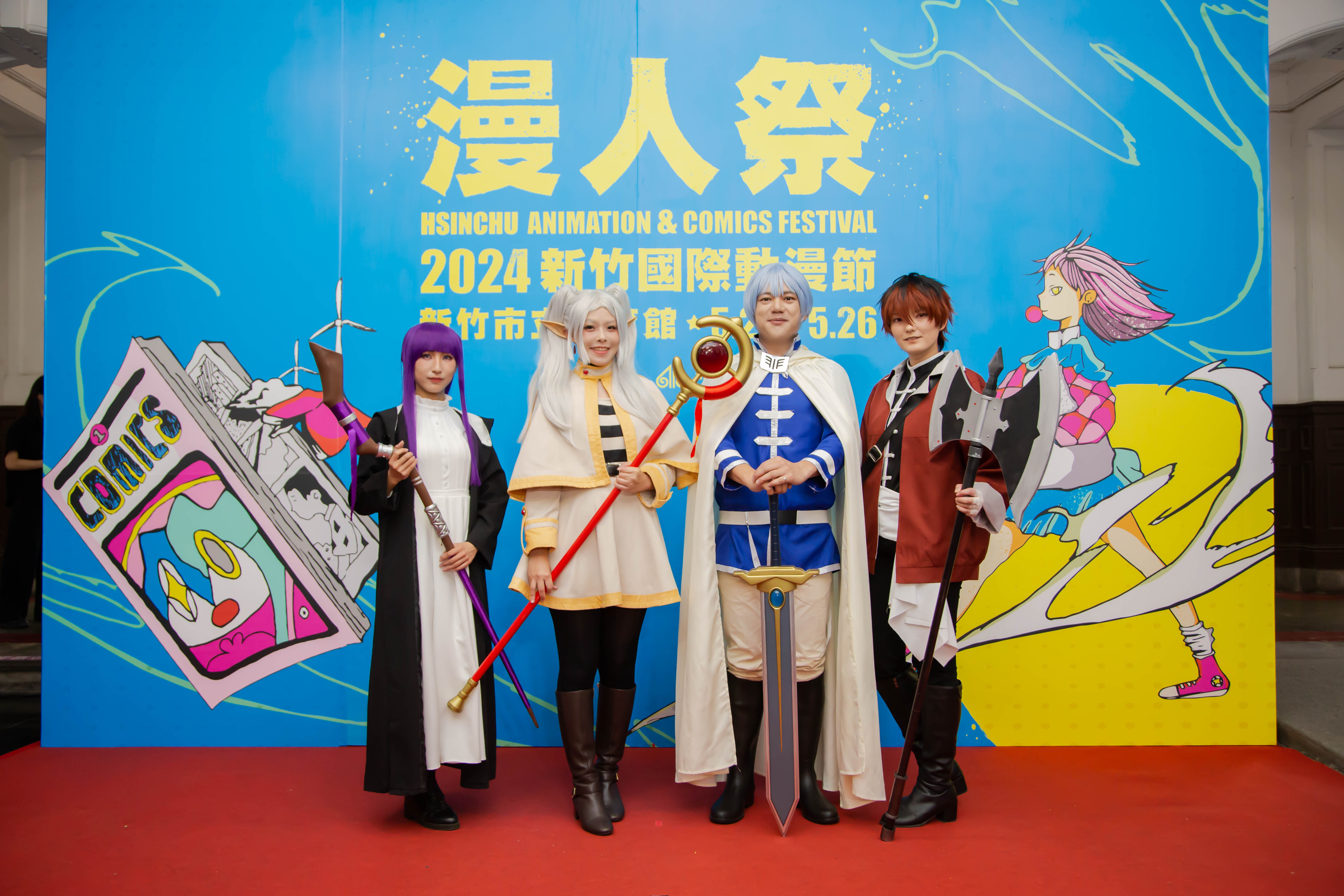
イベントのプロモーションのためフリーレンのコスプレをする台湾・新竹市市長の高虹安（左から2人目）

### 評論
評論家はフリーレンを概ね好意的に評価した。『Anime News Network』は、人間は時間の経過や人生の儚さ・喪失を恐れるため、フリーレンの後悔や悲しみは読者に共感を与えるものであるとした。さらに、フリーレンは誇張された幻想的な表現を通して、私たちに「現在」や「自分自身」に過度に焦点を当ててしまわないように気付かせてくれるという点で浦島太郎に似ていると評した。『Anime News Network』のリチャード・アイゼンバイスは、フリーレンがフェルンとシュタルクとの出会いを経て、ヒンメルと過ごした10年間が非常に大きな影響を与えていたこと、自分自身が急速に変化していったことに気付いたとして、このようなフリーレンによる一つ一つの発見が作品に深い感情的な影響を与えていると称賛した。アイゼンバイスは、ヒンメルがフリーレンに恋愛感情を抱いていたことは明らかであるが、当時のフリーレンは彼の気持ちを理解していなかったため、作品にほろ苦い悲劇をもたらしたと述べている。アイゼンバイスは2023年のベストキャラクターにフリーレンを選出し、魔族が最も恐れる魔法使いとしての姿を見せる一方で、コミカルな部分も見せていることから、フリーレンがこの作品を牽引していると述べた。
『シーケンシャル・タルト』のウルフェン・ムーンドーターは、フリーレンの「論理的で素っ気なく、人間を理解するのが困難だが、次第に人間らしくなっていく」という点が『スタートレック』シリーズのスポックに似ていると述べている。同ウェブサイトのシーナ・マクニールは、フリーレンが人間のことを知ろうと努力している描写や、普通の人とは異なる形で幸せな瞬間やほろ苦い瞬間などを経験する描写を称賛した。『Siliconera』編集長のジェニ・ラダは、フリーレンが人を知るための新たな旅を初めていく中で、読者がエルフであるフリーレンの寿命に共感できるように制作されているとコメントしている。『フィクション・ホライズン』のアーサー・S・ポーは、「葬送のフリーレン」という異名がフリーレンの性格の新たな一面を示していると評している。ポーは、フリーレンの家族が魔王軍によって殺されていたこと、フリーレンが魔王軍と戦う際に冷酷で容赦ない姿勢でいることが明らかになることで、それまでの大らかな性格との対照性が際立っていると言及した。『ザ・ファンダム・ポスト』のダン・マンスフィールドは、アウラとの戦いのシーンでフリーレンの生い立ちが明かされ、隠されていたスキルで勝利するという演出を称賛した。
ライターのあんどうまことは、フリーレンの旅の中での姿は、ただ生きることがどれほどドラマチックなことかを教えてくれると評しており、この困難な時代においてフリーレンの旅は多くの人に勇気を与えるだろうと述べている。ライターの三山てらこは、作中でフリーレンが見せる後悔や空虚感は、人と会えないコロナ禍を経験した人々にとって共感を与えるものであると述べている。ライターのタニグチリウイチは、フリーレンのおっちょこちょいなエピソードが挟まれることで、フリーレンが愛らしい存在にも思えるようになるとしている。ライターのすなくじらは、フリーレンに人を知りたいという思いが生まれることが本作の大きな見どころになっていると述べている。

### 人気
アニメ第12話で、フリーレンが得意げな表情でポーションを渡すシーンがインターネット・ミームとなった。第9回クランチロール・アニメアワードでは最優秀主演キャラクター賞と「何があっても守りたい」キャラクター賞にノミネートされた。フリーレンの声優のうち、種﨑敦美と吹き替え版の声優6人（英語・カスティーリャ語・フランス語・ヒンディー語・イタリア語・中南米スペイン語）の計7人が最優秀声優賞にノミネートされた。